# Lengőteke
A lengőteke sportja az 1960-as években kezdett elterjedni, főleg üdülőkben, vállalati sporttelepeken és strandfürdőkön játszották. Ma már kevés helyen lehet vele találkozni, hivatalos versenyeket nem rendeznek ebben a sportágban. A játék lényege, hogy egy kötélen lógó golyóval fel kell dönteni minél többet a kilenc bábuból. A szabályoknak két formája ismert:
- Teli dobás: adott számú lökésből ledönteni minél több bábut.

- Tarolás: a lehető legkevesebb lökésszámmal ledönteni minden bábut.